# Helmut Lemke
Helmut Lemke (29 de setembro de 1907 - 15 de abril de 1990) foi um político alemão e ministro-presidente do estado de Schleswig-Holstein.